# Bittersweet
Bittersweet – singel brytyjskiej piosenkarki Sophie Ellis-Bextor z 2010 roku.
Został napisany przez Jamesa Wiltshire’a i Russella Smalla z grupy Freemasons oraz Richarda Stannarda, Hannah Robinson i samą Sophie Ellis-Bextor. Miał swoją premierę w stacji radiowej Gaydar 8 marca 2010, a jego teledysk – 23 marca 2010 na stronie internetowej Popjustice. Utwór spotkał się z pozytywnym przyjęciem wśród krytyków muzycznych. Singel zapowiadał czwartą płytę Ellis-Bextor, Make a Scene, która ukazała się z niemal rocznym opóźnieniem, dopiero w 2011 roku. Na fizycznym wydaniu singla znalazła się dodatkowo piosenka „Sophia Loren” użyta wcześniej w reklamie marki Rimmel, której twarzą została piosenkarka.

## Teledysk
Teledysk do piosenki był kręcony w Londynie 12 marca 2010. Został wyreżyserowany przez Chrisa Sweeneya.

## Lista ścieżek
- Digital download

1. „Bittersweet” – 3:26
2. „Bittersweet” (Freemasons Club Mix) – 5:05
3. „Bittersweet” (Jodie Harsh Extended Remix) – 6:32
4. „Bittersweet” (Freemasons Radio Mix) – 3:34
5. „Bittersweet” (Freemasons Extended Club Mix) – 8:55

- Singel CD

1. „Bittersweet” – 3:26
2. „Sophia Loren” – 4:15

## Notowania
| Kraj                               | Najwyższa pozycja |
| ---------------------------------- | ----------------- |
| Wielka Brytania (UK Singles Chart) | 25                |

## Historia wydań
| Region          | Data             | Format                     |
| --------------- | ---------------- | -------------------------- |
| Irlandia        | 30 kwietnia 2010 | Digital download           |
| Irlandia        | 30 kwietnia 2010 | Singel CD                  |
| Wielka Brytania | 8 marca 2010     | Airplay                    |
| Wielka Brytania | 2 maja 2010      | Digital download           |
| Wielka Brytania | 3 maja 2010      | Singel CD, singel 7-calowy |
| Hiszpania       | 10 maja 2010     | Digital download           |
| Beneluks        | 10 czerwca 2011  | Digital download           |